# Домино (игра)
Доминото е настолна игра, при която се играе с правоъгълни плочки, изработени от дърво, пластмаса или скъпи материали като например слонова кост. Обикновено при спортните комплекти плочките са с размери 56х28х13 мм. Игралните плочки са разделени на две полета, на които са изобразени всички възможни комбинации от точки от нула до максималния брой в зависимост от големината на игралния комплект: 6, 9, 12, 15 или 18 точки.

## Правила на играта
Обикновено доминото се играе от двама до четирима души. Раздават се по седем плочки (при двама играчи) или пет (при трима или четирима играчи). Останалите плочки се оставят скрити (с точките надолу) на „пазара“. Започва един от играчите, в който се намира двойната единица или следваща двойна плочка (при някои правила от двойна шестица надолу). Следващите играчи поставят плочки със същия брой точки на свободните краища на вече играните плочки. При липса на такава плочка, играчът който е на ред да играе, трябва да тегли от „пазара“ до намирането на съответна плочка или изчерпването на „пазара“. Ако играчът, който е на ход няма подходяща плочка, губи реда си до следващото завъртане. Играта завършва, когато един от играчите свърши плочките си. Останалите плочки в загубилите играчи се преброяват и точките им се пишат в актива на победителя. Играта продължава до натрупването на определен брой точки: 100, 200, 300 или други. Възможно е и завършване на играта с блокиране, като никой не може да поставя плочка и тогава победител е този с най-малко точки.
Освен този най-разпространен вариант на играта има много други игри в различните страни.
- в Русия: козел, морски козел, телефон, генерал, магаре и други.
- Китайско домино
- Триъгълно домино
- Квадратно домино